# المقدونيون القدماء

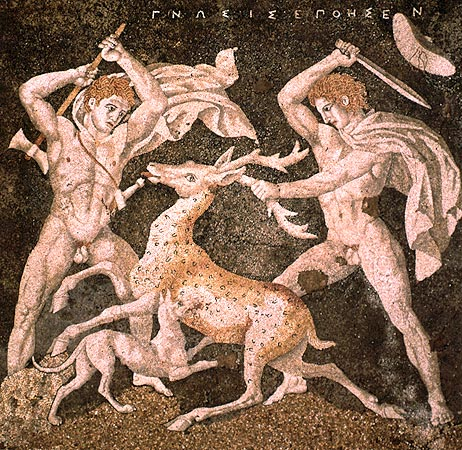

المقدونيون قبيلة قديمة عاشت في سهل رسوبي حول الجزء السفلي من نهري هاليكمون وأكسيوس في الجزء الشمالي الشرقي من البر الرئيسي لليونان. بصورة أساسية توسع شعب اليونان القديم تدريجيًا من وطنهم على طول وادي هاليكمون على الطرف الشمالي من العالم اليوناني، واستقبلوا أو طردوا القبائل غير اليونانية المجاورة، في المقام الأول التراقيين والإيليريين. تحدثوا المقدونية القديمة، وهي لغة مرتبطة ارتباطًا وثيقًا باليونانية القديمة أو اللهجة اليونانية الدوريكية، على الرغم من أن لغة التواصل المشترك للمنطقة كانت في البداية الأتيكية اليونانية ثم اليونانية العامية المختلطة. عكست معتقداتهم الدينية معتقدات الإغريق الآخرين، فاتبعوا الآلهة الرئيسية للبانثيون اليوناني، على الرغم من أن المقدونيين استمروا في ممارسات الدفن العتيقة التي توقفت في أجزاء أخرى من اليونان بعد القرن السادس قبل الميلاد. بصرف النظر عن الملكية، كان جوهر المجتمع المقدوني طبقته النبيلة. على غرار الأرستقراطية في ثيساليا المجاورة، بُنيت ثروتهم إلى حد كبير على رعي الخيول والأبقار.
على الرغم من أنها تتألف من قبائل مختلفة، فإن مملكة مقدونيا، التي تأسست حوالي القرن الثامن قبل الميلاد، ترتبط في الغالب بالأسرة الأرغية والقبيلة التي سميت على اسمها. يُزعم أن السلالة أسسها بيرديكاس الأول، سليل تيمينوس الأسطوري من آرغوس، في حين أن منطقة مقدونيا ربما اشتقت اسمها من ماكيدن، وهو شخصية من الأساطير اليونانية. حكم المقدونيون تقليديًا من قبل عائلات مستقلة، ويبدو أنهم قبلوا حكم الأرغية في زمن الإسكندر الأول (حكم 498-454 ق.م.). تحت حكم فيليب الثاني (حكم 359-336 قبل الميلاد)، نٌسب الفضل للمقدونيين في العديد من الابتكارات العسكرية، التي وسعت أراضيهم وزادت سيطرتهم على مناطق أخرى تمتد إلى تراقيا. استغل الإسكندر الأكبر (حكم 336-323 قبل الميلاد) توحيد الأراضي الذي سمح له بغزو الإمبراطورية الأخمينية، وتأسيس الدول الخلف لملوك طوائف الإسكندر، وافتتاح العصر الهلنستي في غرب آسيا، واليونان، وعالم البحر الأبيض المتوسط الواسع. غزت الجمهورية الرومانية المقدونيين في نهاية المطاف، وفككت الملكية المقدونية في نهاية الحرب المقدونية الثالثة (171-168 قبل الميلاد)، وأسست مقاطعة مقدونيا الرومانية بعد الحرب المقدونية الرابعة (150-148 قبل الميلاد).
غالبًا ما عبر المؤلفون، والمؤرخون، ورجال الدولة في العالم القديم غالبًا عن أفكار مبهمة إن لم تكن متضاربة حول الهوية الإثنية للمقدونيين باعتبارهم إما إغريقيين أو شبه إغريقيين أو حتى برابرة. أدى هذا إلى نقاش بين الأكاديميين الحديثين حول الهوية الإثنية الدقيقة للمقدونيين، الذين تبنوا مع ذلك العديد من جوانب الثقافة اليونانية المعاصرة مثل المشاركة في العبادات الدينية اليونانية والألعاب الرياضية، بما في ذلك الألعاب الأولمبية القديمة. نظرًا لضآلة الأدلة اللغوية، فمن غير الواضح إلى أي مدى كانت اللغة المقدونية مرتبطة باليونانية، ومدى قربها من اللغات الفريجية، والتراقية، والإيليرية.
شارك المقدونيون القدماء في إنتاج وتعزيز الفن الكلاسيكي ولاحقًا الفن الهلنستي. من حيث الفنون المرئية، أنتجوا الفريسكو، والفسيفساء، والمنحوتات، والأعمال المعدنية الزخرفية. كانت الفنون التعبيرية للموسيقا والدراما المسرحية الإغريقية موضع تقدير كبير، في حين جاء كتّاب المسرحية المشهورين مثل يوربيديس للعيش في مقدونيا. اجتذبت المملكة أيضًا حضور الفلاسفة المشهورين، مثل أرسطو، في حين ساهم المقدونيون الأصليون في مجال الأدب اليوناني القديم، وخاصة التأريخ اليوناني. تضمنت أنشطتهم الرياضية والترفيهية الصيد، وسباقات القدم، وسباقات العربات، بالإضافة إلى تناول الطعام والشرب في المأدُبات الأرستقراطية المعروفة باسم الولائم.

## الأصول، والتوحيد، والتوسع

### لمحة تاريخية
وصِف توسع المملكة المقدونية بأنه عملية من ثلاث مراحل. باعتبارهم مملكة حدودية على حدود العالم اليوناني مع أوروبا البربرية، أخضع المقدونيون أولًا جيرانهم الشماليين المباشرين -القبائل الإيليريا والتراقيا المختلفة- قبل الانقلاب ضد دول جنوب ووسط اليونان. ثم قادت مقدونيا قوة عسكرية من عموم اليونانيين ضد هدفها الأساسي، ألا وهو غزو بلاد فارس، الذي حققوه بسهولة ملحوظة. بعد وفاة الإسكندر الأكبر واتفاقية تقسيم بابل في عام 323 قبل الميلاد، تأسست الدول الخلف لملوك طوائف الإسكندر مثل إمبراطوريات الأتالية، والبطلمية، والسلوقية، مبشرةً بالعصر الهلنستي في اليونان، وغرب آسيا، وحوض البحر الأبيض المتوسط الهيليني. مع غزو الإسكندر للإمبراطورية الأخمينية، استعمر المقدونيون مناطق بعيدة شرق آسيا الوسطى.
استمر المقدونيون في حكم معظم اليونان الهلنستية (323-146 قبل الميلاد)، وشكلوا تحالفات مع الاتحادات اليونانية مثل الاتحاد الكريتاني، والاتحاد الإبيروتسي (وقبل ذلك، مملكة إبيروس). ومع ذلك، غالبًا ما وقعوا في صراع مع اتحاد آخاين، والاتحاد الأيتولي، ودولة مدينة أسبرطة، والسلالة البطلمية لمصر الهلنستية التي تدخلت في حروب منطقة بحر إيجة والبر الرئيسي لليونان. بعد أن شكلت مقدونيا تحالفًا مع حنبعل من قرطاج القديمة في 215 قبل الميلاد، ردت الجمهورية الرومانية المنافسة بخوضها سلسلة من الحروب ضد مقدونيا بالاشتراك مع حلفائها اليونانيين مثل بيرغامون ورودس. في أعقاب الحرب المقدونية الثالثة (171-168 قبل الميلاد)، ألغى الرومان الملكية المقدونية تحت قيادة بيرسيوس المقدوني (حكم 179-168 قبل الميلاد) واستبدلوا المملكة بأربع دول جمهورية عميلة. أدى إحياء الملكية الوجيز من قبل المطالب بالعرش أندريسكوس إلى الحرب المقدونية الرابعة (150-148 قبل الميلاد)، وبعد ذلك أنشأت روما مقاطعة مقدونيا الرومانية وأخضعت المقدونيين.

### موطن ما قبل التاريخ
في الأساطير اليونانية، ماكيدن هو البطل الذي سميت على اسمه مقدونيا وهو مذكور في قصيدة دليل النساء لشاعر هسيودوس. وجِدت أول شهادة تاريخية للمقدونيين في أعمال هيرودوت خلال منتصف القرن الخامس قبل الميلاد. ولا وجود للمقدونيين في دليل السفن لشاعر هوميروس، ويبدو مصطلح «مقدونيا» نفسه متأخرًا. تذكُر الإلياذة أنه عند مغادرة جبل أوليمبوس، سافرت هيرا عبر بيريا وإماثيا قبل الوصول إلى آثوس. أعاد سترابو تأكيد ذلك في جغرافيته. ومع ذلك، تشير الأدلة الأثرية إلى أن الاتصال الموكياني بالداخل المقدوني أو اختراقه ربما بدأ من أوائل القرن الرابع عشر قبل الميلاد.
في كتابه تاريخ مقدونيا، أعاد نيكولاس هاموند بناء المراحل الأولى من التاريخ المقدوني اعتمادًا على تفسيره للقصص الأدبية اللاحقة والحفريات الأثرية في منطقة مقدونيا. وفقا لهاموند، فُقِد المقدونيون من الروايات التاريخية المقدونية المبكرة لأنهم عاشوا في مرتفعات أوريستيس منذ ما قبل العصور المظلمة اليونانية، وربما نشأوا من نفس المجموعة السكانية (اليونانية البدائية) التي أنتجت شعوبًا يونانية أخرى. انتقلت القبائل المقدونية بعد ذلك من أوريستيس في الهاليكمون العلوي إلى مرتفعات بيريا (بيريان) في الهاليكمون السفلي بسبب الضغط من المولوسيين، وهي قبيلة تنتمي إلى اليونايين هاجرت إلى أوريستيس من بيلاغونيا. اختلطت القبائل المقدونية في موطنهم البيرياني الجديد شمال أوليمبوس، مع الدوريون البدائيين. وقد يفسر هذا التقاليد التي وضعت مؤسس الاسم، ماكيدن، بالقرب من بيريا وأوليمبوس. وضعت بعض التقاليد موطن الدوريون في سلسلة جبال بيندوس في غربي ثيساليا، في حين أن هيرودوت دفع هذا أبعد الشمال إلى بيندوس المقدونية وادعى أن الإغريق يشار إليهم باسم المقدونيون ثم باسم الدوريون. توجد أيضًا نظرية مختلفة عن الموطن الجنوبي في التأريخ التقليدي. أكد أرنولد جوزف توينبي أن المقدونيين هاجروا شمالًا إلى مقدونيا من وسط اليونان، ووضع موطن الدوريون في فثيوتيس، مستشهدًا بتقاليد الأخوة بين ماكيدن وماغنس.

## قراءة معمقة
- Anson، Edward M. (1984). "The Meaning of the Term Macedones". Ancient World. ج. 10: 67–68.
- Baldry، H. C. (1959). Greek Literature for the Modern Reader. Cambridge, United Kingdom: Cambridge University Press. مؤرشف من الأصل في 2014-07-05.
- Baracchi، Claudia، المحرر (2014). The Bloomsbury Companion to Aristotle. London and New York: Bloomsbury Academic. ISBN:978-1-4411-4854-4. مؤرشف من الأصل في 2016-06-03.
- Buckley، Terry (2010). Aspects of Greek History: A Source-Based Approach. London and New York: Routledge. ISBN:978-1-135-28184-7.
- Castelnuovo، Luisa Moscati (2002). Identità e Prassi Storica nel Mediterraneo Greco. Milan, Italy: Et. ISBN:88-86752-20-2. مؤرشف من الأصل في 2014-07-05.
- Crossland، R. A.؛ Birchall، Ann (1974). Bronze Age Migrations in the Aegean: Archaeological and Linguistic Problems in Greek Prehistory. Park Ridge, NJ: Noyes Press. ISBN:0-8155-5022-7. مؤرشف من الأصل في 2014-07-05.
- Dunstan، William E. (2000). Ancient Greece. Fort Worth, Texas: Harcourt College Publishers. ISBN:0-15-507383-4. مؤرشف من الأصل في 2014-07-05.
- Green، Peter (1992). Alexander of Macedon 356-323 B.C.: A Historical Biography. Berkeley and Los Angeles, California: University of California Press. ISBN:0-520-07166-2. مؤرشف من الأصل في 2014-07-05.
- Hatzopoulos، Miltiades (2002). "Perception of the Self and the Other: The Case of Macedon". Proceedings of the Seventh International Symposion on Ancient Macedonia. مؤرشف من الأصل في 2020-05-24.
- Pan-Montojo، Juan؛ Pedersen، Frederik، المحررون (2007). Communities in European History: Representations, Jurisdictions, Conflicts. Pisa, Italy: Edizioni Plus – Pisa University Press. ISBN:978-88-8492-462-9. مؤرشف من الأصل في 2014-06-28.